# Conde de Camarido
O título de Conde de Camarido foi criado por decreto de 16 de Julho e por carta de 10 de Agosto de 1822 do rei D. João VI de Portugal a favor de Nuno Freire de Andrade e Castro Falcão Figueiredo, 1.º conde de Camarido.

## Titulares
1. Nuno Freire de Andrade e Castro Falcão Figueiredo, 1.º conde de Camarido
2. Maria Isabel Freire de Andrade e Castro, 2.ª condessa de Camarido
3. Marco Tabili de Andrade, 3.º conde de Camarido